# سینما بهمن شیراز

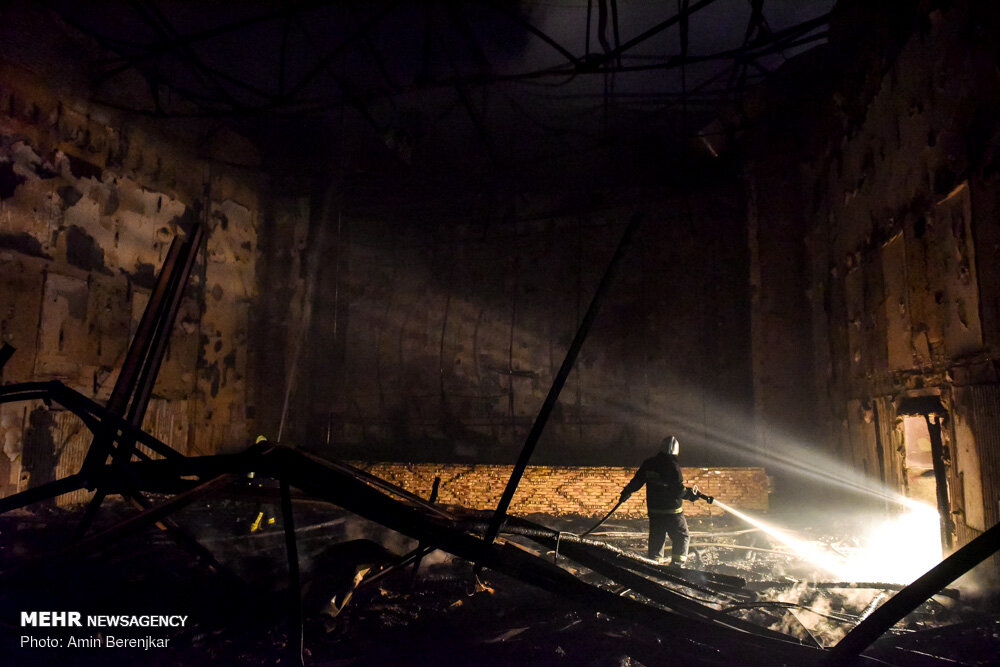
آتش‌سوزی در سینما بهمن شیراز، شامگاه پنج‌شنبه ۹ خرداد ۱۳۹۸

سینما بهمن یکی از قدیمی‌ترین سینماهای شیراز است که در سال ۱۳۳۶ توسط اسماعیل گلستان با فیلم با فیلم «پرنس دانشجو» در انتهای یک مجتمع تجاری (پاساژ) قدیمی به همین نام در خیابان کریم خان زند ساخته شده‌است.
این سینما تا سال‌های قبل از انقلاب ۱۳۵۷ یکسره دایر بود اما پس از انقلاب در اختیار بنیاد مستضعفان قرار گرفت، بنیاد این سینما را به بهمن تغییر نام داد و مدتی پس از بازگشایی به حوزه هنری واگذار کرد و سرانجام به بخش خصوص فروخته شد.
در شامگاه پنج شنبه ۹ خرداد ۱۳۹۸ سینما بهمن که در حال بازسازی و نوسازی بود دچار آتش‌سوزی شدید و خسارات سنگین شد.